# Стычинский, Леонид Павлович
Леонид Павлович Стычинский — советский хозяйственный, государственный и политический деятель, Герой Социалистического Труда.

## Биография
Родился в 1910 году. Член КПСС.
С 1930 года — на хозяйственной, общественной и политической работе. В 1930—1973 гг. — подручный сталевара, сталевар, начальник смены, начальник прокатного цеха № 2 Макеевского металлургического завода имени С. М. Кирова Министерства чёрной металлургии Украинской ССР.
Указом Президиума Верховного Совета СССР от 30 марта 1971 года присвоено звание Героя Социалистического Труда с вручением ордена Ленина и золотой медали «Серп и Молот».
Умер после 1981 года.

## Награды и звания
- Герой Социалистического Труда (30.03.1971).
- орден Ленина (30.03.1971)
- орден Трудового Красного Знамени (14.11.1951, 19.07.1958, 22.03.1966)